# Heliga Trefaldighets dag
Heliga Trefaldighets dag eller Trefaldighetssöndag (latin festum trinitatis eller dominica trinitatis) är den första söndagen efter pingst i den västliga kyrkan. Den infaller 56 dagar (8 veckor) efter påskdagen, alltså tidigast den 17 maj och senast den 20 juni. 
Ursprungligen var inom den äldre kyrkan denna söndag endast pingstens "oktav", det vill säga den pingstveckan och pingstfesten avslutande söndagen (den åttonde dagen efter pingstdagen, "åttonde dag pingst", fornsvenska attundi dagher). Om denna dess ursprungliga betydelse vittnar de gamla, ända in på 1900-talet brukliga texterna (perikoperna) Johannes 3: l-15 och Romarbrevet 11:33-36. Sedan 700-talet finns emellertid spår av, att dagens firande 
sattes i förbindelse med den heliga treenigheten. På mötet i Arles 1260 blev en trinitatisfest på denna dag formligen påbjuden, vilket dock egentligen avsåg enbart den franska kyrkan. Men påven Johannes XXII gjorde 1334 ett sådant påbud gällande för hela den romersk-katolska kyrkan. 
Trinitatisfesten har dock alltid som romersk-katolsk kyrkofest haft en mycket underordnad rang och varit av ringa betydelse. Till grund för denna fest låg antagligen den tanken att, då julen betraktades som Faderns högtid, påsken som Sonens och pingsten som den Helige Andes, firandet av dessa stora högtider skulle avslutas med en fest till hela den heliga treenighetens ära. Lutherska kyrkan tillägnade sig denna idé så till vida, att den upptog namnet "trefaldighetssöndag" (på latin ofta endast trinitatis, som är genitiv av trinitas, "treenigheten"), utan att dock genom förändring av predikotexterna ge söndagen annan karaktär, än den ursprungligen haft som pingstens oktav, samt uppkallade alla följande söndagar till kyrkoårets slut efter trefaldighetssöndagen. 
I den äldre kyrkan kallades trefaldighetssöndagen "första söndagen efter pingst" och upp till fem följande söndagar andra, tredje och så vidare söndagen efter pingst. De följande söndagarna räknades och var uppkallade efter Petri och Pauli dag (29 juni), Laurentii dag (10 augusti) och Cypriani dag (26 september). Under 800-talet började dock kyrkan räkna och uppkalla alla dessa söndagar "efter pingst", vilket den romerska kyrkan, i enlighet med "Missale Romanum" av 1570, gjorde fram till Andra vatikankonsiliet.
Heliga Trefaldighets dag fick i Svenska kyrkan efter införandet av 1983 års evangeliebok även namnet Missionsdagen, vilket tidigare var en av kyrkoårets böndagar. Den liturgiska färgen är vit. Denna söndag brukar betraktas som övergången från festernas halvår med jul, påsk och pingst till det mer vardagliga halvåret, där de flesta söndagarna har grön liturgisk färg och bara har ett nummer i följden av "söndagar efter trefaldighet". 
Temat för dagens bibeltexter enligt 2003 års evangeliebok är Gud – Fader, Son och Ande, och en välkänd text är epilogen i Matteusevangeliet, även kallad missionsbefallningen: "Åt mig har getts all makt i himlen och på jorden. Gå därför ut och gör alla folk till lärjungar: döp dem i Faderns och Sonens och den heliga Andens namn och lär dem att hålla alla de bud jag har gett er. Och jag är med er alla dagar till tidens slut."

## Svenska kyrkan

### Texter
Söndagens tema enligt 2003 års evangeliebok är Gud – Fader, Son och Ande. De bibeltexter som används för att belysa dagens tema är:
| Första årgången                                                             | Andra årgången                                                         | Tredje årgången                                                               | Psaltarpsalm      |
| Femte Moseboken 6:4-9 Apostlagärningarna 2:24-35 Matteusevangeliet 11:25-27 | Andra Moseboken 3:1-15 Romarbrevet 11:33-36 Matteusevangeliet 28:16-20 | Första Moseboken 18:1-8 Apostlagärningarna 4:5-12 Johannesevangeliet 11:18-27 | Psaltaren 113:1-6 |